# El Aaiún

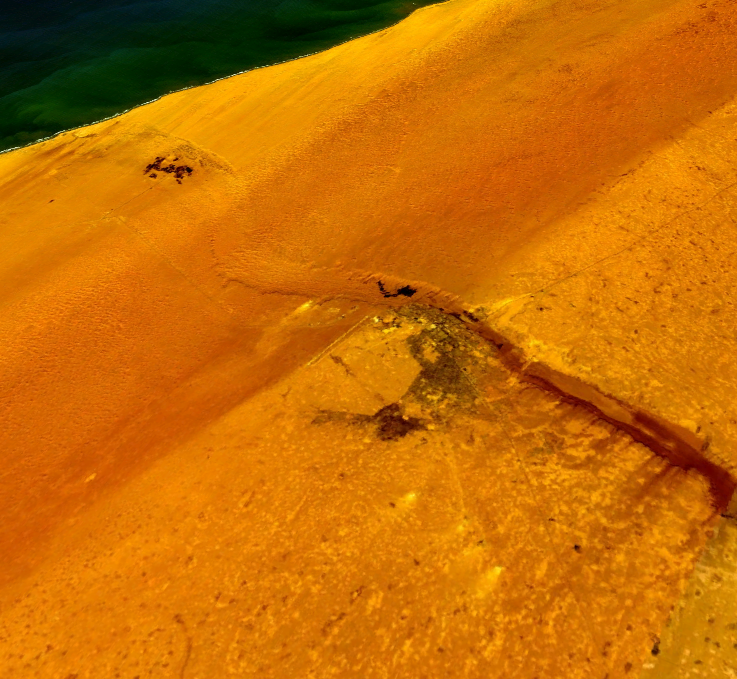
Dal satellite: il uadi Saguia el-Hamra e la città di El Aaiún.

El Aaiún (in francese: Laâyoune; in spagnolo: El Aaiún; in arabo العيون‎?, al-ʿUyūn; in berbero: ⵍⵄⵢⵓⵏ, Leɛyun) è una città facente parte della regione del Sahara Occidentale, attualmente controllata per la maggior parte dal Marocco e contesa con la Repubblica Democratica Araba dei Sahrawi, non riconosciuta dal Marocco stesso.
El Aaiún è il capoluogo della provincia marocchina di Laâyoune e capitale proclamata della Repubblica dei Sahrawi. La città è situata a circa 30 km dalla costa atlantica, sulla sinistra del Uadi Saguia El-Hamra (in arabo wādī Sāqiyat al-ḥamrāʾ, ossia "Canale Rosso").

## Etimologia
Il termine "El Aaiún" è la versione spagnola del toponimo, e veniva usato esclusivamente prima dell'invasione marocchina del Sahara Occidentale. Il termine "Laâyoune" è invece la traslitterazione francese usata dai marocchini. Il primo termine è quello preferito dai Sahrawi, la popolazione tradizionale del luogo.
La città ha una popolazione di circa 190.000 abitanti al 2006, il dato ufficiale del censimento 2014 è di 217.732 abitanti, ed è la più grande del Sahara Occidentale. Si trova ad un'altitudine di 72 s.l.m.

## Società

### Evoluzione demografica
La città ha una popolazione di circa 190.000 abitanti al 2006, il dato ufficiale del censimento 2014 è di 217.732 abitanti, ed è la più grande del Sahara Occidentale.
I dati sono presi dal sito World Gazetteer ed integrati con fonti ufficiali. Anche qui vi è stata una forte sostituzione fra i residenti precedenti al 1975 con nuovi coloni marocchini.
Tabella abitanti:
| Anno              | Abitanti |
| ----------------- | -------- |
| 1982 (censimento) | 93.875   |
| 1994 (censimento) | 136.950  |
| 1999 (stima)      | 169.000  |
| 2004 (censimento) | 183.691  |
| 2006 (stima)      | 188.084  |

## Lingue e dialetti
La città ha attratto una vasta immigrazione che ha generato la presenza in città di una cospicua comunità berberofona, componente il 15% della popolazione. Il 46% della popolazione parla il hassaniyya.

## Economia
Principali fonti di reddito sono l'agricoltura, l'allevamento, la pesca e lo sfruttamento di giacimenti di fosfati. La città è dotata di un mercato agricolo, di un aeroporto e di un porto mercantile. È la città del Sahara Occidentale che ha avuto la più forte immigrazione marocchina dopo l'occupazione.

## El Aaiún a Tindouf
Nelle quattro wilaya in cui si strutturano i campi dei rifugiati Sahraui a Tindouf, El Aaiún è una wilaya della RADS. Le dāʾira in cui si suddivide sono: Hagunia, Amgala, Daora, Bou Craa, Edchera e Guelta Zemmur.

## Amministrazione

### Gemellaggi
- Malaga

- Hollywood[8]